# Kristian Andersen
Kristian Andersen, född 1 september 1994, är en dansk föredetta fotbollsspelare.

## Karriär
Andersens moderklubb är Hedehusene IF. Han spelade som junior även för AB och Brøndby IF. Andersen debuterade för Brøndby i Superligaen den 10 mars 2013 i en 3–0-vinst över AGF Århus, där han blev inbytt i den 90:e minuten mot Jens Stryger Larsen.
I juli 2014 lånades Andersen ut till HB Køge på ett låneavtal över säsongen 2014/2015. Den 30 juni 2015 blev det en permanent övergång till HB Køge för Andersen.
Den 23 juli 2018 värvades Andersen av IK Brage, där han skrev på ett 2,5-årskontrakt. Andersen gjorde Superettan-debut den 28 juli 2018 i en 1–0-förlust mot IFK Värnamo, där han blev inbytt i den 72:a minuten mot Robbin Sellin. Andersen lämnade klubben efter säsongen 2020 i samband med att hans kontrakt gick ut.
Den 19 mars 2021 värvades Andersen av Kolding IF, där han skrev på ett kontrakt över resten av säsongen. I juli 2021 gick Andersen till finska Ykkönen-klubben KPV.